# Räckardammen
Räckardammen är en damm i Tyfors i Ludvika kommun i Dalarna och ingår i Göta älvs huvudavrinningsområde.